# Alexander av Brandenburg-Ansbach
Alexander av Brandenburg-Ansbach, fullständigt namn Kristian Fredrik Karl Alexander, tyska: Christian Friedrich Carl Alexander von Brandenburg-Ansbach, född 24 februari 1736 i Ansbach, död 5 januari 1806 på Benham Park nära Speen i Berkshire, England, var den siste regerande markgreven av de två frankiska furstendömena Brandenburg-Ansbach (från 1757) och Brandenburg-Bayreuth (från 1769). Han abdikerade 1791 till förmån för sin kusin, kung Fredrik Vilhelm II av Preussen.

## Biografi

### Uppväxt och familj
Han tillhörde den yngre Brandenburg-Ansbach-grenen av huset Hohenzollern, som son till markgreve Karl Vilhelm Fredrik av Brandenburg-Ansbach och hans hustru, prinsessan Fredrika Lovisa av Preussen. Hans morfar var kung Fredrik Vilhelm I, genom vilken han var besläktad med en rad furstehus; till dennes barn hörde bland andra kung Fredrik II "den store" av Preussen och hans mostrar Lovisa Ulrika, drottning av Sverige, samt Wilhelmine, markgrevinna av Brandenburg-Bayreuth.
Efter att hans äldre bror, arvfursten Karl Fredrik August, avlidit vid endast fyra års ålder, kom Alexander att bli först i arvsföljden till Brandenburg-Ansbach. Han studerade vid Utrechts universitet mellan 1748 och 1759. Under namnet "Greve von Sayn", efter grevskapet Sayn-Altenkirchen som nyligen tillfallit Brandenburg-Ansbach, företog han en resa till Turin och Savojen. Spekulationer om att han ska ha ådragit sig syfilis vid denna resa har aldrig blivit klarlagda, men han kom trots två äktenskap och ytterligare förhållanden att genom hela livet förbli barnlös.
Han gifte sig 22 november 1754 med Fredrika Karolina av Sachsen-Coburg-Saalfeld (1735–1791), dotter till hertig Frans Josias av Sachsen-Coburg-Saalfeld.

### Regering
Vid faderns död 3 augusti 1757 blev han riksfurste som regerande markgreve av Brandenburg-Ansbach. Alexander hade residensslottet i Ansbach som sitt officiella residens, men föredrog att huvudsakligen uppehålla sig på jaktslottet Triesdorf. Där uppfördes även det så kallade "vita slottet" för hans älskarinna Hippolyte Clairon, det "röda slottet" som markgrevens privatbostad och Villa Rotunda för älskarinnan och den senare hustrun Elizabeth Craven.
Han lät 1758 grunda Ansbachs porslinsfabrik och lät även importera får för att förnya jordbruket i furstendömet. 1780 grundade han furstendömets bank, Hochfürstlich Brandenburg-Anspach-Bayreuthischen Hofbanco, som sedermera som Bayerische Staatsbank kom att förenas med Bayerischen Vereinsbank (idag HypoVereinsbank). Han föredrog att inte överlåta bankverksamheten på utomstående finanshus, utan ville själv agera som privatbankir för att behålla intäkterna inom furstendömet.
Till furstendömets inkomstkällor hörde uthyrning av legosoldater till kung Georg III av Storbritanniens armé. De ansbachska hjälptrupperna stred bland annat under general Howe under det norra fälttåget i New York och under general Cornwallis i slaget vid Yorktown.
Alexander var officiell överste för den Frankiska kretsens dragonregemente och befälhavare över den 1644 man starka frankiska armén, varav 1183 man återvände efter slutet på Nordamerikanska frihetskriget. Han hyrde ut ytterligare trupper till Nederländerna. Med inkomsterna från legotrupperna betalade han av på statsskulden, som vid hans tillträde uppgick till fem miljoner gulden men vid abdikationen 30 år senare hade reducerats till endast 1,5 miljoner.
Han är en av namngivarna till Friedrich-Alexander-Universität Erlangen-Nürnberg, som han var en viktig bidragsgivare till.

### Arvsfördrag och abdikation
År 1769 kom Brandenburg-Bayreuths gren av huset Hohenzollern att dö ut på manssidan, och enligt huset Hohenzollerns arvslagar och det tysk-romerska rikets lag tillföll hela furstendömet Bayreuth Alexander som närmaste släkting på manssidan. Alexander kom i ett hemligt fördrag undertecknat 16 januari 1791 att avträda sina furstendömen till förmån för kung Fredrik Vilhelm II av Preussen, då Alexander var barnlös och det åtminstone sedan en bestämmelse i Freden i Teschen 1779 fastslagits att Preussens kungahus var hans närmaste arvingar. Fördraget arrangerades av Karl August von Hardenberg, som uppehöll sig i Ansbach sedan 1790. Preussen betalade som kompensation en årlig livränta på 300 000 gulden och i utbyte kom Ansbach och Bayreuth att bilda det preussiska förvaltningsområdet Ansbach-Bayreuth. På så sätt blev de hohenzollernska furstendömena i Franken, som regerats som självständiga furstendömen ända sedan 1400-talet, slutligen införlivade i Preussen. Den 15 december 1805 avträdde Preussen furstendömet Ansbach till det  första franska kejsardömet i utbyte mot kurfurstendömet Hannover, och 1806 blev furstendömet Ansbach del av kungariket Bayern, från 1810 även furstendömet Bayreuth.
Efter att Alexanders första hustru Karolina Fredrika avlidit 18 februari 1791 i Unterschwaningen, där hon levt separerad från maken, lämnade han efter fördraget den 19 maj samma år sitt slott i Triesdorf, med Storbritannien som slutdestination. Den 30 oktober 1791 gifte han sig i Lissabon med lady Elizabeth Craven, dotter till Augustus Berkeley, 4:e earl av Berkeley och nybliven änka till William Craven, 6:e baron Craven. Den 2 december undertecknade Alexander sin formella abdikationsförklaring i Bordeaux, varefter han avreste mot England som privatperson. I England ägnade han sig åt hästavel och köpte i december 1791 en fastighet nära Fulham vid Themsen, kallad Brandenburgh House. 1798 förvärvade han slottet Benham Park i Berkshire. Efter en kort tids lungsjukdom avled han där 5 januari 1806. I St. Mary's Church i Speen nära Newbury finns en minnestavla över "the Margrave of Brandenbourg, Anspach and Bareith".